# Eeva Jalavisto
Eeva Ottilia Jalavisto (født Elmgren 21. marts 1909 i Kerimäki, død 12. juni 1966 i Helsingfors) var en finsk fysiolog.
Jalavisto blev doktor i medicin og kirurgi 1937, var 1941–49 docent og fra 1949 professor i fysiologi ved Helsingfors universitet. Sammen med Eva Bonsdorff nyopdagede hun hormonet erytropoetin, som de navngav. Jalavisto var også internationalt kendt som forsker inden for gerontologi.
| Biografi | Spire Denne biografi er en spire som bør udbygges. Du er velkommen til at hjælpe Wikipedia ved at udvide den. |